# Leslie Browne
Leslie Sue Browne (født 29. juni 1957) er en amerikansk balletdanser og skuespiller. Hun var en solodanser med American Ballet Theatre i New York fra 1986 til 1993. Hun var også nomineret til en Oscar for bedste kvindelige birolle i 1977 i en alder af 20, for at portrættere en fiktiv udgave af sig selv i Skillevejen.

## Opvækst
Hun blev født i New York, som datter af dansere Isabel Mirrow og Kelly Kingman Brown (1928-1981). Hendes mor Isabel døde i 2014. Hendes mellemnavn, Sue, var navnet på hendes mormor, Sue Brown, en respekteret danselærer i Mississippi. Hun har to brødre og en søster; hendes bror kevin er en filmproducent. I en alder af syv begyndte hun at danse og skulle trænes på sit fars studie i Arizona sammen med hendes bror Ethan og hendes søster Elizabeth. Hun tjente et stipendium til at studere på School of American Ballet og sluttede sig til det fornemme New York City Ballet. Hun tilføjede et "e" til hendes efternavn for sit scenenavn, da det var mere feminint efter at været blevet forvekslet med en mand i en teaterplakat.

## Balletkarriere
I 1976 sluttede hun sig til American Ballet Theatre som solist og blev derefter hovedstol i 1986. Hun gik i pension fra selskabet i 1993. Siden da har hun lavet gæstekonkurrence, studeret i tre år og lavet sin Broadway-debut i forestillingen De røde sko. Hun har også koreograferet og undervist i dans. I 1997 blev hun tildelt Distinguished Achievement Award af New York City Dance Alliance.

## Skillevejen
I 1977 en filmen Skillevejen baseret på sin familie produceret af sin gudmor, ballerina Nora Kaye og dennes mand, instruktøren Herbert Ross. Oprindeligt skulle Gelsey Kirkland spille Leslie, men efter Kirkland droppede ud på grund til stofmisbrugsproblemer såvel som en modvilje mod manuskriptet, kastede Ross Browne i rollen og troede på, at hun kunne spille en opdigtet version af sig selv. Hun fortsatte med at blive nomineret til Golden Globe og Oscar for bedste kvindelige birolle.

## Andet arbejde
Browne optrådte også i dansfilmene Nijinsky (1980) og Dancers (1987), begge instrueret af Herbert Ross. Hun optrådte også på tv-serien Happy Days som en særlig gæstestjerne i rollen som kæreste til Fonzie.